# Klipning (Beskæring)
Klipning er den type beskæring af planter, hvor målet er at skabe en jævn flade uden hensyn til blomstring og frugtsætning. Det er velkendt, at baroktidens haveanlæg havde den demonstrative beherskelse af naturen som rettesnor og målsætning, og klipning af hække, enkeltstående planter og små parterrefigurer var et almindelig brugt middel til at opnå den virkning. Mens symmetri og hierarkisk opbygning var de overordnede virkemidler, så var klipning af levende planter den metode, som iværksatte naturbeherskelsen i konkret form.
I vores tid er klipning af hæk vel nok det mest kendte eksempel på denne metode.  Der er dog spor at finde i afretning af bedkanter, i formning af halvkugler og i fremstilling af mere indviklede figurer selv i moderne haver.

## Forholdsregler
Når man ønsker at regulere en plantes eller en hel beplantnings vækst ved at klippe den, er man nødsaget til at tage hensyn til både naturgivne og kulturbestemte faktorer.
1. Det er afgørende, at man bruger egnede planter som udgangspunkt.
2. Planten eller planterne må være i god sundhedstilstand (se træbiologi).
3. Klipningen må udføres på et tidspunkt af året, hvor planterne tåler den.
4. Klipningen skal udføres ved brug af skarpt og effektivt værktøj.
5. Det er ofte nødvendigt at bruge skabelon eller udspændte snore for at sikre den ønskede, præcise form.
6. Planterne må beskyttes mod vandalisme og vinterskader.

## Planter, der er velegnede til klipning
- Almindelig Buksbom (Buxus sempervirens) (Klippet hæk, figurklipning)
- Avnbøg (Carpinus betulus) (Stammehæk, klippet hæk, formklippet træ)
- Almindelig Bøg (Fagus sylvatica) (Klippet hæk, pur)
- Lavendel (Lavandula angustifolia) (klippet hæk)
- Plænegræsser (græsplæne, green)
- Fjeld-Ribs (Ribes alpinum) (Klippet hæk)
- Almindelig Taks (Taxus baccata) (Klippet hæk, figurklipning)
- Ædel-Kortlæbe (Teucrium chamaedrys) (Klippet hæk)
- Vestligt Livstræ (Thuja occidentalis) (Klippet hæk)
- Småbladet Lind (Tilia cordata) (Stammehæk, klippet hæk, formklippet træ)